# Typhlops andamanesis
Typhlops andamanesis este o specie de șerpi din genul Typhlops, familia Typhlopidae, descrisă de Stoliczka 1871. Conform Catalogue of Life specia Typhlops andamanesis nu are subspecii cunoscute.